# Embrace
Embrace va ser un grup de post-hardcore estatunidenc de Washington DC, actiu des de l'estiu de 1985 fins a la primavera de 1986. Va ser una de les primeres bandes a ser batejades per la premsa musical com a emocore, tot i que els seus membres van rebutjar el terme des de la seva creació.
El grup estava compost pel cantant Ian MacKaye de Minor Threat i tres antics membres del grup del seu germà Alec, The Faith: el guitarrista Michael Hampton, el bateria Ivor Hanson i el baixista Chris Bald. Hampton i Hanson també havien tocat junts anteriorment a State of Alert. Embrance va fer el seu primer concert el 28 de juliol de 1985 al Food for Thought, un antic restaurant i local de música situat al Dupont Circle de Washington DC, i el seu novè i últim concert va ser al 9:30 Club el març de 1986. L'únic enregistrament publicat pel quartet va ser el seu àlbum pòstum homònim de 1987, Embrace, influenciat per l'EP de The Faith Subject to Change.
Després de la dissolució d'Embrace, MacKaye va focalitzar la seva energia i creativitat cap a la formació de Fugazi el 1987, i Hanson tornaria a formar parella amb Hampton el 1988 a Manifesto.

## Discografia
- Embrace (1987)